# Plastron stawonogów
Plastron – u stawonogów (niektóre tchawkowce, roztocze i tępoodwłokowce) jest to kutykularna struktura służąca do oddychania pod wodą lub w przypadku ich okresowego zalania. Składa się z mikroskopijnych hydrofobowych wyrostków (szczecin lub łusek), pomiędzy którymi zbiera się powietrze dyfundujące z otaczającej wody.